# Siston Theatre
Le Siston Theatre – ou Siston Theater – est une salle de cinéma américaine située à Sisseton, dans le comté de Roberts, dans le Dakota du Sud. Ce bâtiment Art déco construit en 1938 est inscrit au South Dakota State Register of Historic Places depuis décembre 1995.